# Кайзер-Вильгельм-Ког
Кайзер-Вильгельм-Ког (нем. Kaiser-Wilhelm-Koog) — община в Германии, в земле Шлезвиг-Гольштейн. 
Входит в состав района Дитмаршен. Подчиняется управлению КЛьГ Марне-Ланд.  Население составляет 375 человек (на 31 декабря 2010 года). Занимает площадь 13,06 км².